# Terry Virts
Terry Wayne Virts (Baltimore, 1 december 1967) is een Amerikaans ruimtevaarder. Zijn eerste ruimtevlucht was STS-130 naar het Internationaal ruimtestation ISS met de spaceshuttle Endeavour en vond plaats op 8 februari 2010. 
Virts maakte deel uit van NASA Astronautengroep 18. Deze groep van 17 ruimtevaarders begon hun training in 2000 en had als bijnaam The Bugs. 
In totaal heeft hij twee ruimtevluchten op zijn naam staan. Virts' tweede ruimtevlucht was met de Sojoez TMA-15M naar het Internationaal ruimtestation ISS. Daar werd hij commandant van expeditie 43. Tijdens deze missie voerde Virts ook drie ruimtewandelingen uit.